# Wau Holland Stiftung

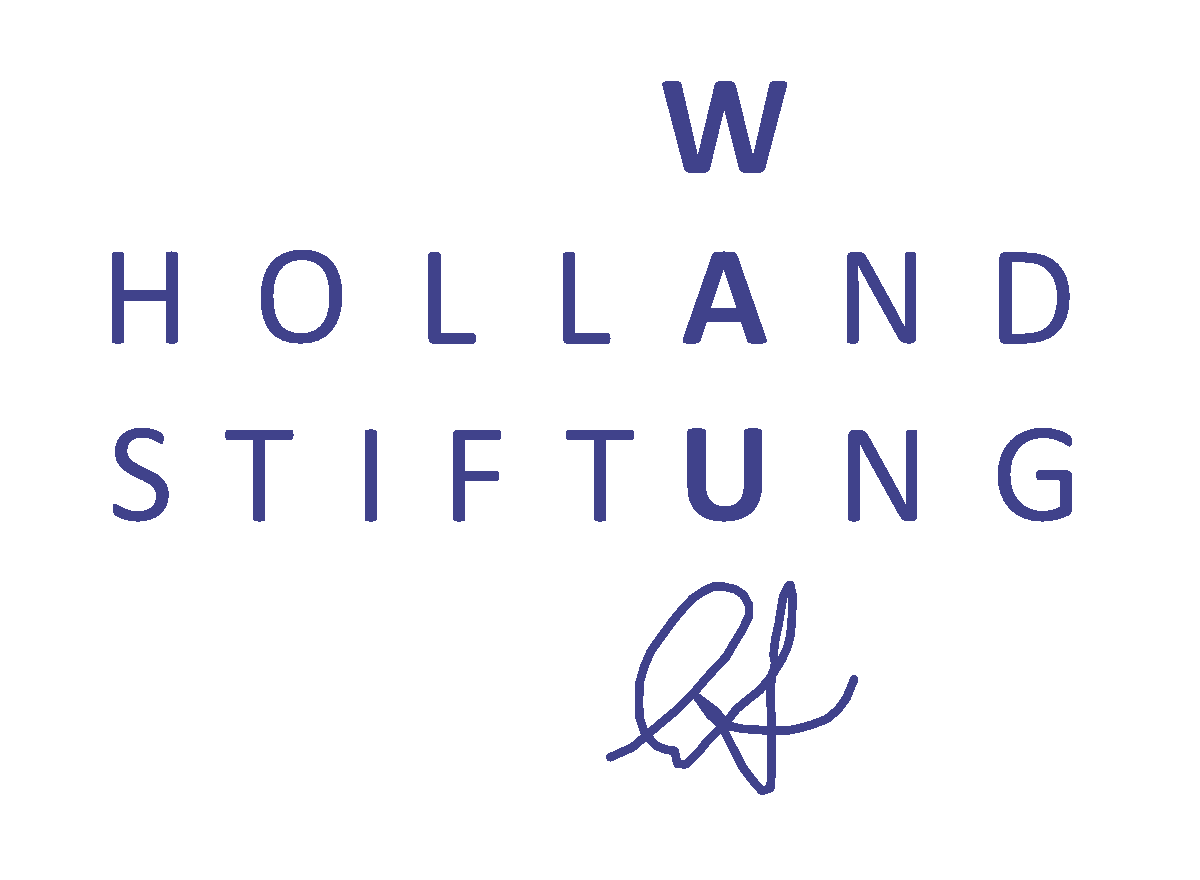
Wau Holland Stiftung Logo

Die Wau Holland Stiftung (WHS) ist eine 2003 gegründete und 2004 als gemeinnützig anerkannte Stiftung mit Sitz in Hamburg, die den Nachlass des 2001 verstorbenen Hackers und Journalisten Wau Holland verwalten und der Öffentlichkeit zugänglich machen will.

## Gründung
Planungen hierfür begannen schon Ende 2001. Mitbegründer und Mitglied des Stiftungsvorstandes ist u. a. Bernd Fix. Die Stiftung steht dem von Holland mitbegründeten Chaos Computer Club nahe und hat zum Ziel, sein Lebenswerk unter anderem auf den Gebieten der Technikfolgenabschätzung, der Technikgeschichte und der Informationsfreiheit fortzuführen. Konkret fördert sie den Einsatz elektronischer Medien zu Bildungszwecken sowie Veranstaltungen über die gesellschaftlichen Aspekte neuer Techniken.

## Aktionen
Projekte der Stiftung, jeweils in Zusammenarbeit mit dem Chaos Computer Club, sind ein „Archiv für Neue Technikgeschichte (Hackerarchiv)“, welches die Geschichte der Szene dokumentieren soll, sowie die Kampagne gegen Wahlcomputer. Ab 2025 sind weitere Projektbereiche ‚Anonymisierungs-Netzwerke', ‚Dezentrale Kommunikations-Netzwerke', ‚Informationsfreiheit verteidigen', ‚Alpha-BIT-isierung' (Medien- und Technikbildung für Kinder und Jugendliche), ‚Informationelle Selbstbestimmung', ‚Zivilcourage‘ und ‚Freie Software'.
Des Weiteren nimmt die Stiftung in Europa Spenden für die Unterstützung der Website WikiLeaks an. Ab dem 3. Dezember 2010 wurde das PayPal-Konto der Wau Holland Stiftung – wie das Wikileaks-Konto selbst – wegen „illegaler Aktivitäten“ von PayPal gesperrt. Die Stiftung hatte damit zeitweilig keinen Zugriff auf verbleibende rund 10.000 Euro und kündigte am 7. Dezember rechtliche Schritte gegen PayPal an. PayPal gewährte kurz danach wieder den Zugriff auf die verbliebenen Spenden und wurde später auch wieder als Spendenmöglichkeit auf der Webseite der Stiftung angeboten. Für das Jahr 2010 wurden Spenden in Höhe von 1,33 Millionen Euro an Wikileaks weitergeleitet, im Jahr 2011 waren es 660.523 Euro.
Nach eigenen Angaben wendete die Stiftung insgesamt 16 Millionen Euro für Anwaltskosten und Kampagnen aus, die zur Freilassung Julian Assanges beitrugen. Auch war die Stiftung in die Organisation der Ausreise Assanges nach Australien involviert.

## Finanzierung
Das Finanzamt Kassel erkannte der Stiftung rückwirkend für das Jahr 2010 die Gemeinnützigkeit ab, da diese keine „ordnungsgemäße[n] Aufzeichnungen“ zum Nachweis der Überwachung der „weisungsgemäße[n] Verwendung der Mittel“ durch Wikileaks vorlegen konnte. Ein Einspruch gegen die Entscheidung wurde vom Finanzamt Hamburg-Nord als unbegründet zurückgewiesen. Ab dem Jahr 2011 wurde die Gemeinnützigkeit der Stiftung durch die Hamburger Behörde wieder anerkannt. Im Februar 2024 hat das Finanzamt Hamburg-Nord der Stiftung die Gemeinnützigkeit für das Jahr 2020 entzogen, nahm die Entscheidung jedoch im Juni 2024 abermals zurück.
Das verzinsliche angelegte Stiftungskapital beträgt gegenwärtig rund 62.000 Euro (Stand Januar 2021); weiterer Vermögensbestand ist eine kleinere landwirtschaftliche Fläche, die verpachtet ist.
Auch in Berlin unterhält die Stiftung ein Büro.